# Mende (Francja)
Mende (wym. [mɑ̃də]) – miejscowość i gmina we Francji, w regionie Oksytania, w departamencie Lozère. W 2019 roku populacja gminy wynosiła 13 147 mieszkańców. Mende położone jest w górach Masywu Centralnego. Przez teren gminy przepływa rzeka Lot.

## Geografia

### Położenie

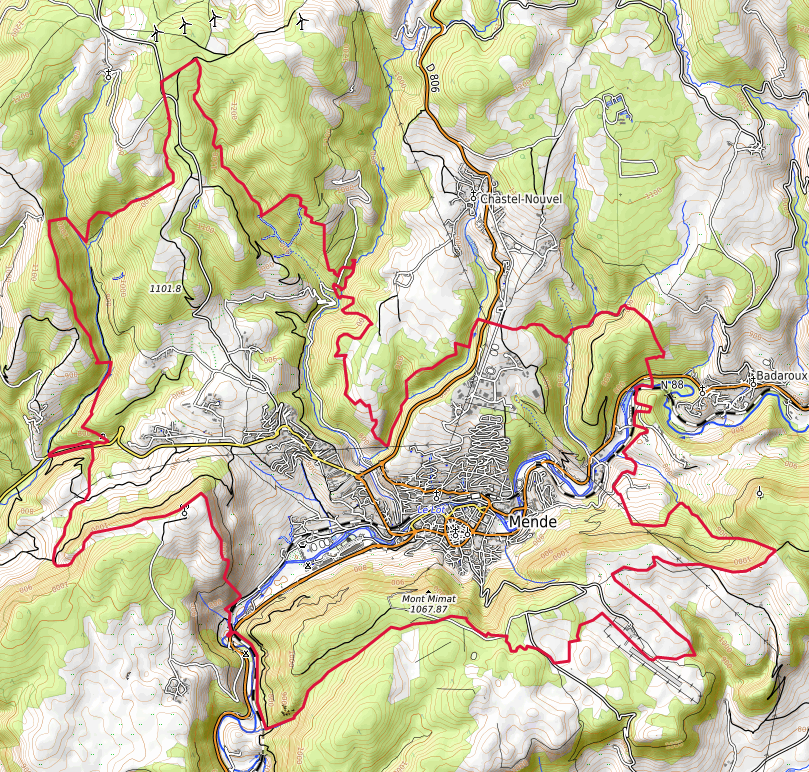
Mapa topograficzna gminy

Mende położone jest w południowej części kraju, nad rzeką Lot, w systemie górskim Masyw Centralny. Leży w departamencie Lozère, w regionie Oksytania. Otoczone przez Park Narodowy Sewennów (na południu) oraz przez trzy parki regionalne: Parc naturel régional de l'Aubrac (na północnym zachodzie), Parc naturel régional des Grands Causses (na południowych zachodzie) i Parc naturel régional des Monts d'Ardèche (na wschodzie). Część Parku Narodowgo Sewennów oraz parku naturalnego Parc naturel régional des Grands Causses jest częścią śródziemnomorskiego rolniczo-pasterskiego krajobrazu kulturowego Causses i Sewenny, wpisanego na listę światowego dziedzictwa UNESCO. W gminie znajduje się szczyt Mont Mimat o wysokości 1070 m n.p.m..

### Klimat
| Miesiąc | Sty  | Lut  | Mar  | Kwi  | Maj  | Cze  | Lip  | Sie  | Wrz  | Paź  | Lis  | Gru  | Roczna |
| --- | ---- | ---- | ---- | ---- | ---- | ---- | ---- | ---- | ---- | ---- | ---- | ---- | ------ |
| Średnie temperatury w dzień [°C]                                                                                   | 7.1  | 8.7  | 12.6 | 15.2 | 19.6 | 23.7 | 26.6 | 26.7 | 21.8 | 17.0 | 10.9 | 7.0  | 16,4   |
| Średnie dobowe temperatury [°C]                                                                                    | 2.9  | 3.7  | 6.9  | 9.3  | 13.3 | 17.0 | 19.3 | 19.2 | 15.1 | 11.5 | 6.6  | 3.1  | 10,7   |
| Średnie temperatury w nocy [°C]                                                                                    | -1.3 | -1.3 | 1.1  | 3.5  | 7.0  | 10.2 | 12.0 | 11.7 | 8.4  | 5.9  | 2.2  | -0.7 | 4,9    |
| Opady [mm] | 60.4 | 50.3 | 49.1 | 78.9 | 84.3 | 69.8 | 52.0 | 63.2 | 90.4 | 85.6 | 93.5 | 68.6 | 846    |
| Średnia liczba dni z opadami                                                                                       | 8.9  | 7.5  | 7.6  | 9.9  | 9.5  | 7,8  | 6.0  | 7.2  | 8.0  | 9.3  | 10.1 | 9.2  | 101    |
| Źródło: meteofrance.fr (liczba dni z opadami dla wartości 1 mm, 1991–2020, wysokość 710 m n.p.m., 117 km od morza) |      |      |      |      |      |      |      |      |      |      |      |      |        |

### Demografia
W 2019 roku populacja gminy wynosiła 13 147 mieszkańców, w 2018 roku liczyła 12 227, z czego 1322 (10,8% populacji) to są cudzoziemcy.

## Transport
Główną drogą jest droga krajowa N88 oraz kilka dróg regionalnych (D806, D42, D25). N88 biegnąca z Saint-Etienne łączy autostradę A75 na zachodzie oraz autostradę A7 na wschodzie.
W miejscowości funkcjonuje transport autobusowy przewoźnika Transports Urbains Mendois (TUM) – autobusy i mikrobusy. Lokalna stacja kolejowa Gare de Mende obsługuje połączenia regionalne TER Occitanie wzdłuż linii kolejowej Ligne du Monastier à La Bastide-Saint-Laurent-les-Bains.
Najbliższymi międzynarodowymi portami lotniczymi są:
- port lotniczy Marsylia, oddalony o ok. 180 km na południowy wschód
- port lotniczy Lyon-Saint-Exupéry, oddalony o ok. 180 km na północny wschód

Oba porty lotnicze mają połączenie z polskim lotniskiem Kraków-Balice. Nieopodal gminy znajduje się lokalne lotnisko Mende – Brenoux.

## Gospodarka
W miejscowości funkcjonuje 764 firm. Podział na sektory gospodarki względem pracujących mieszkańców kształtuje się następująco:
- rolnictwo, leśnictwo i rybołówstwo: 0,9%[11]
- przemysł: 6,2%[11]
- budowa: 7,5%[11]
- handel, transport, różne usługi: 65,6%[11]
- administracja publiczna, edukacja, zdrowie: 19,9%[11].

## Turystyka
Znajduje się tu 29 zabytków i inne atrakcje turystyczne np.:
- gotycka katedra Notre-Dame-et-Saint-Privat(inne języki) budowana od 1369 roku[12]
- kościół św. Gerwazego i Protazego(inne języki)
- kaplica Białych Pokutników (fr. Chapelle des Pénitents Blancs) z 1657 roku[13]
- most Notre-Dame de Mende(inne języki) z XII wieku[14]
- Muzeum Gévaudan w Mende(inne języki)
- Ratusz w Mende (fr. Hôtel de ville) z XVIII wieku[15]

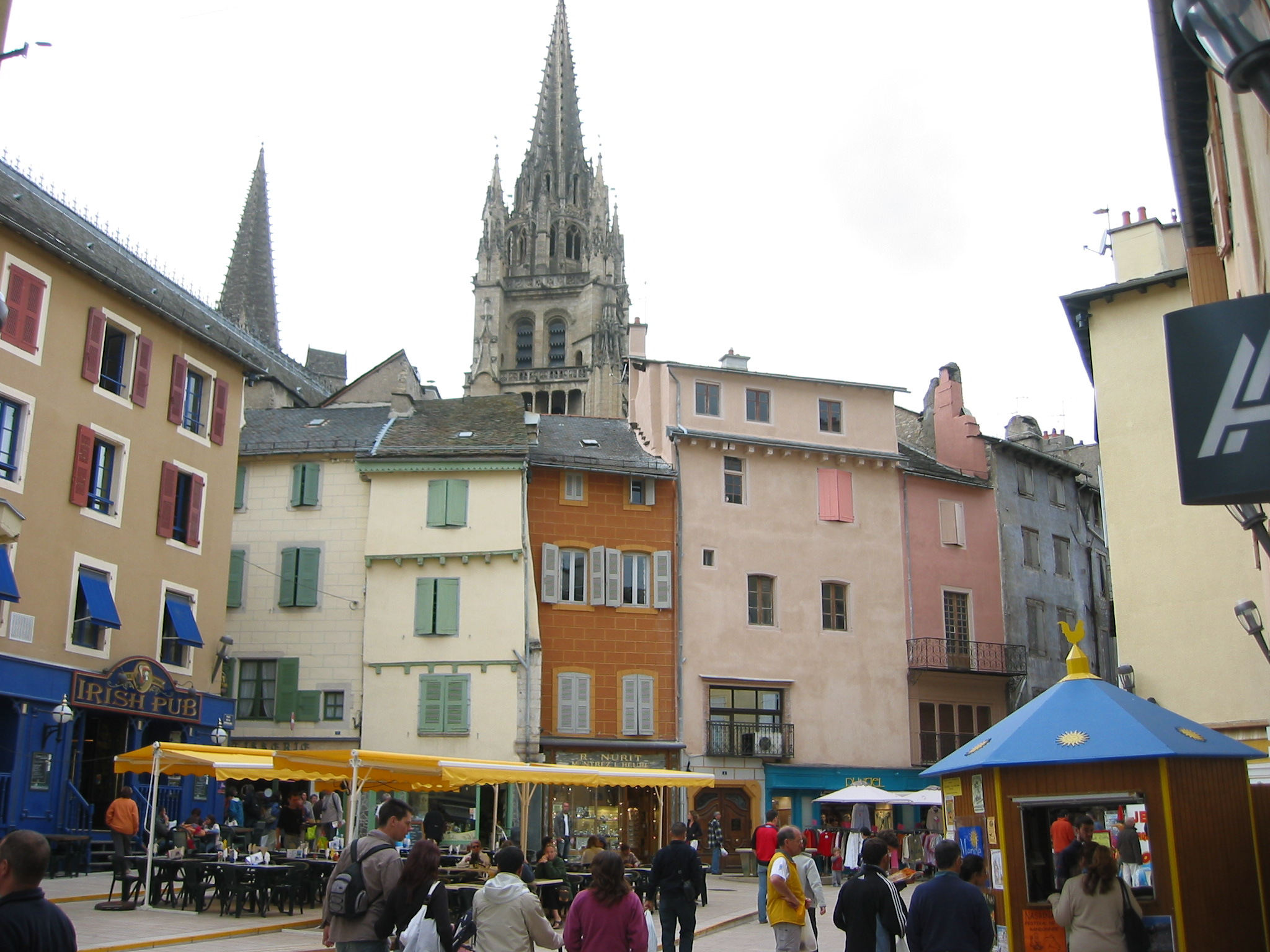
Plac Republiki  (fr. Place de la République)
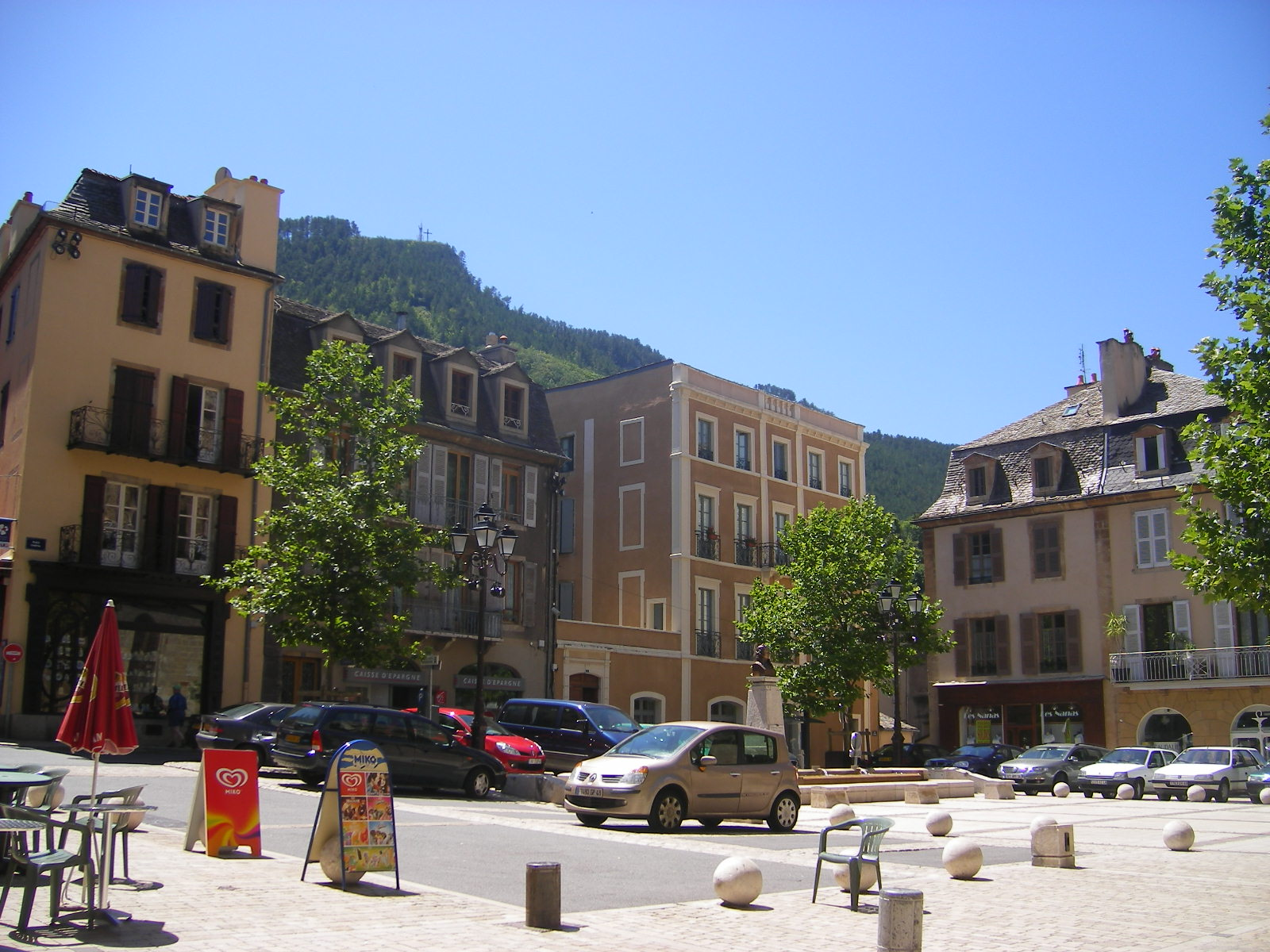
Plac  Chaptala (fr. Place Chaptal)
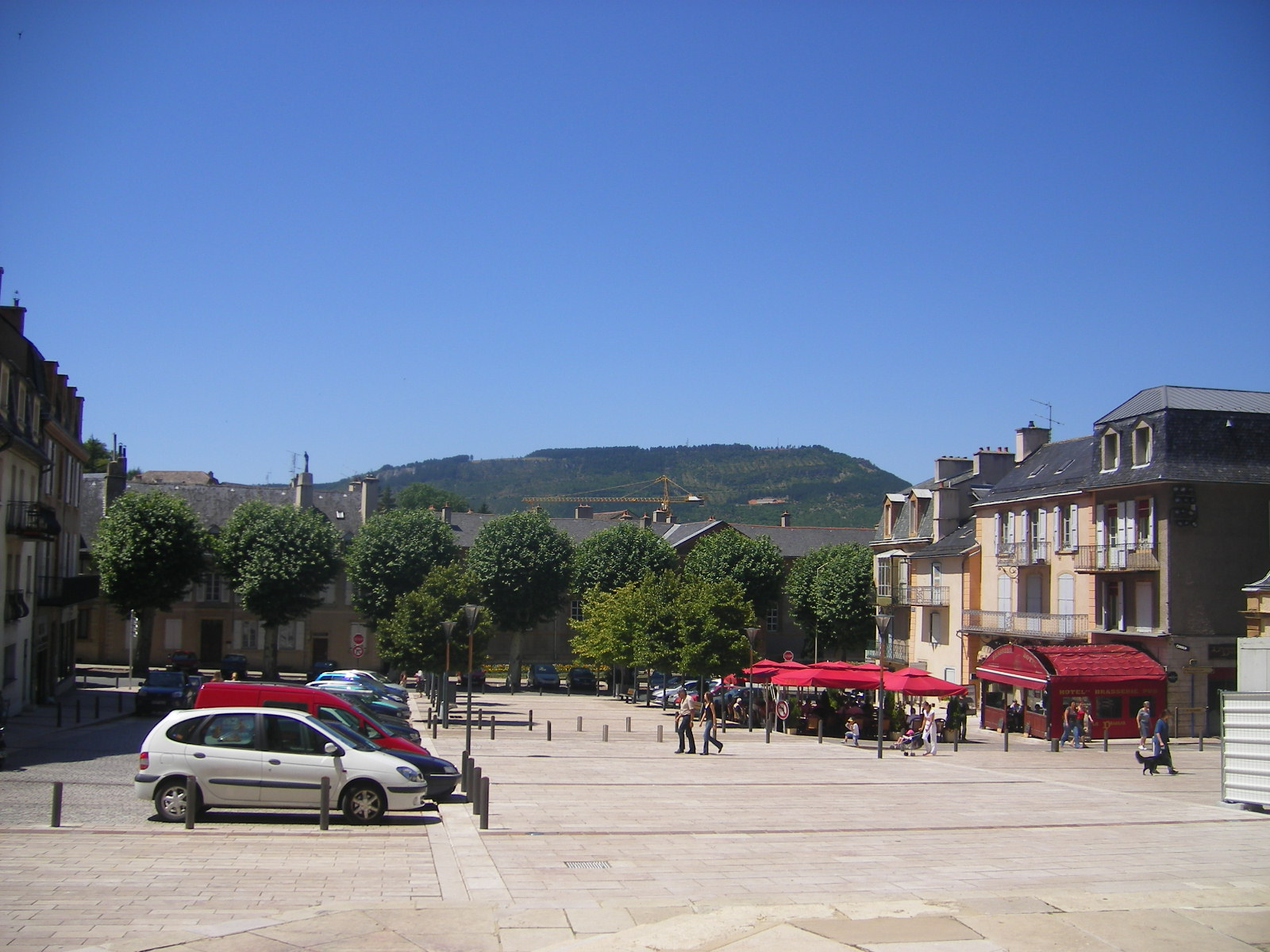
Plac Urbana V (fr. Place Urbain V)
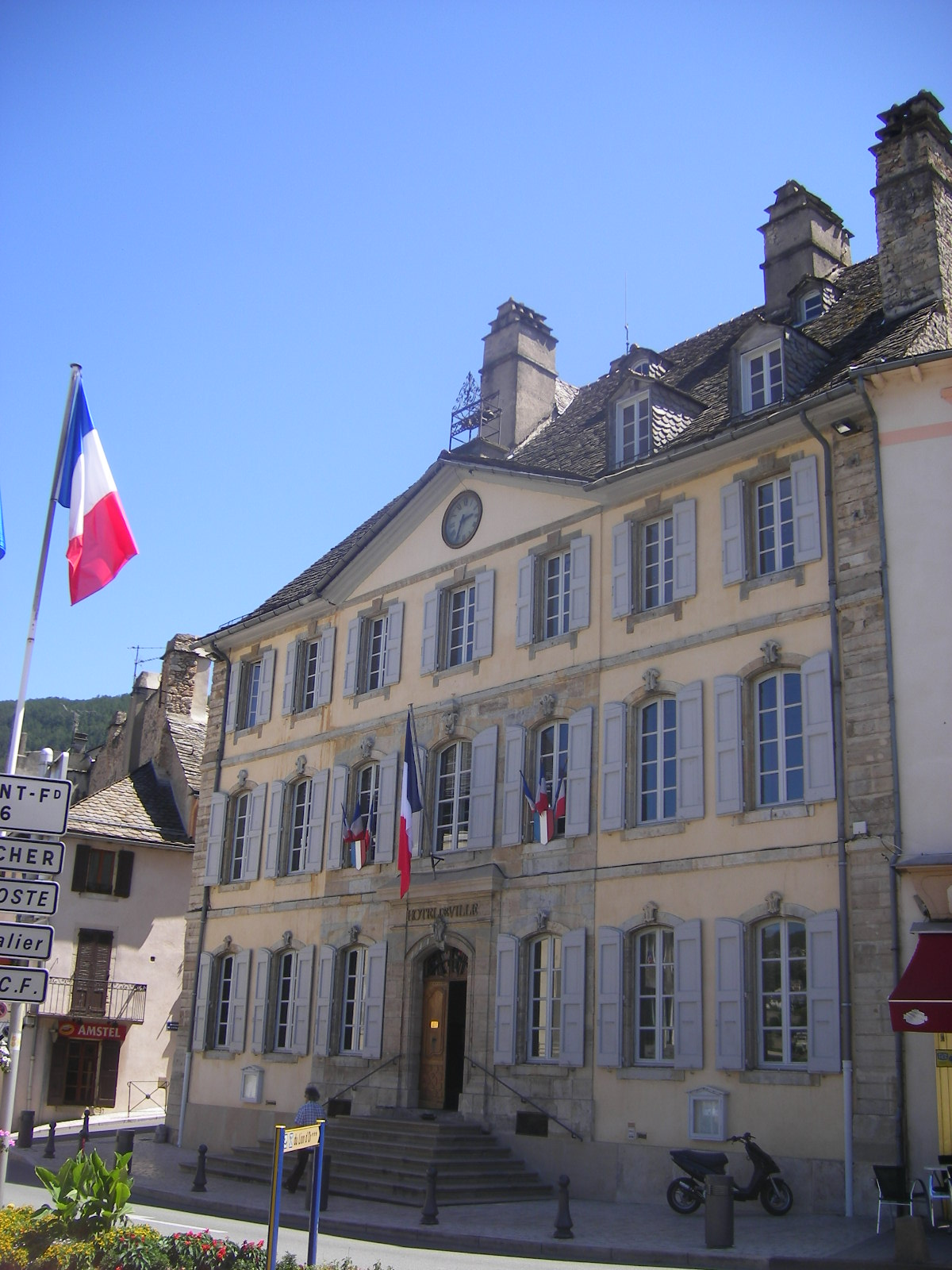
Ratusz w Mende (2007)
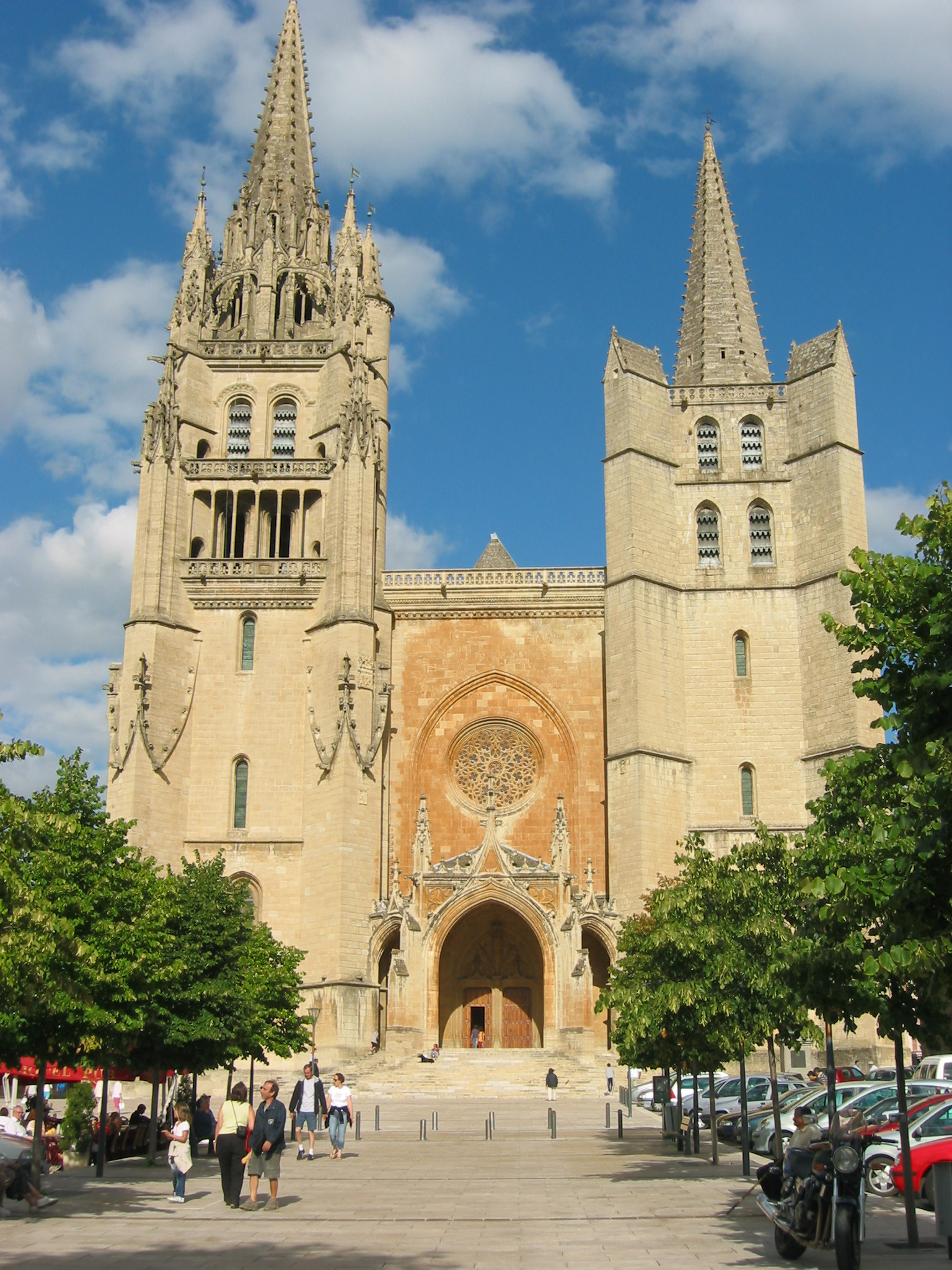
Katedra w Mende
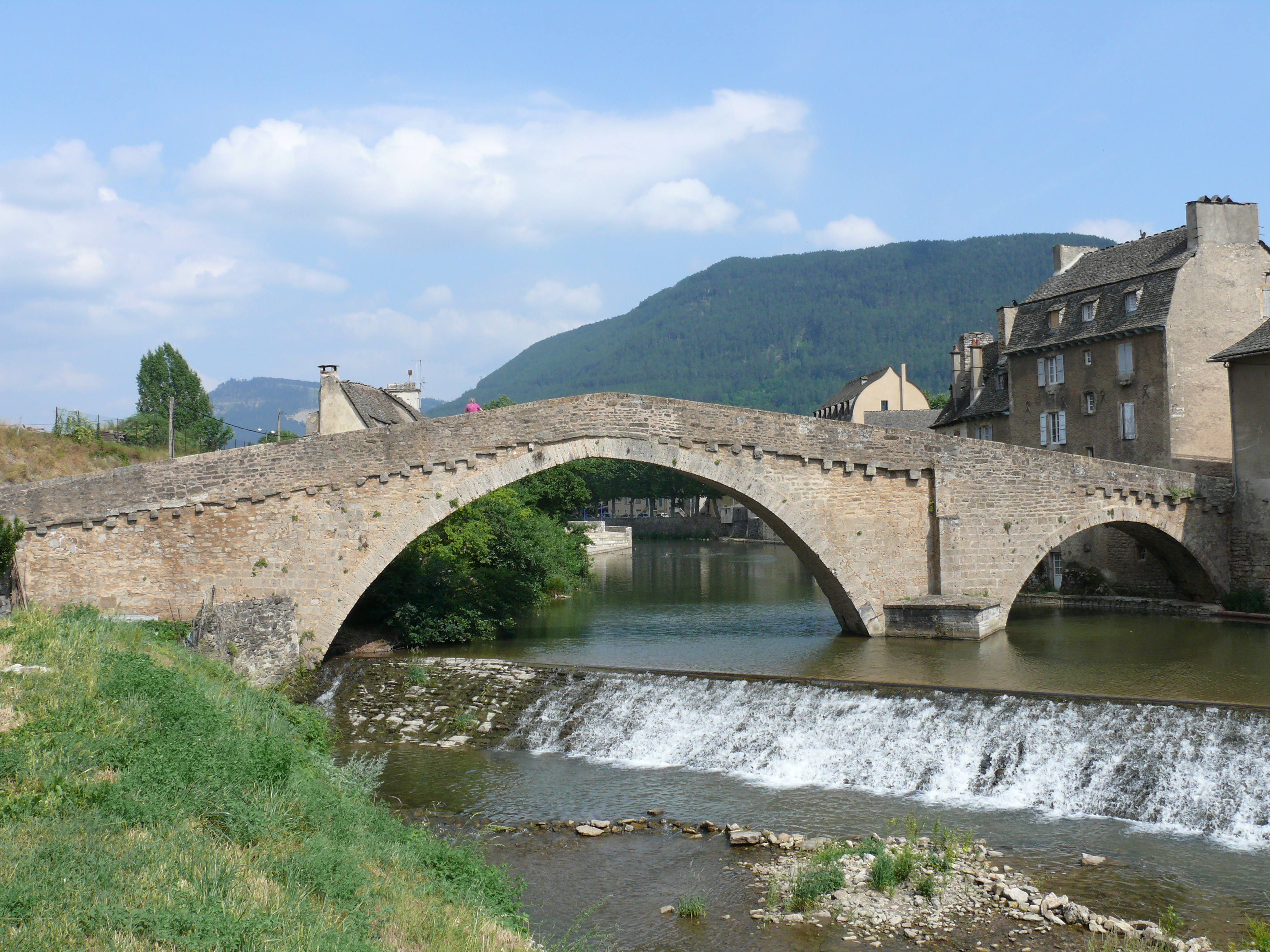
Most Notre-Dame na rzece Lot
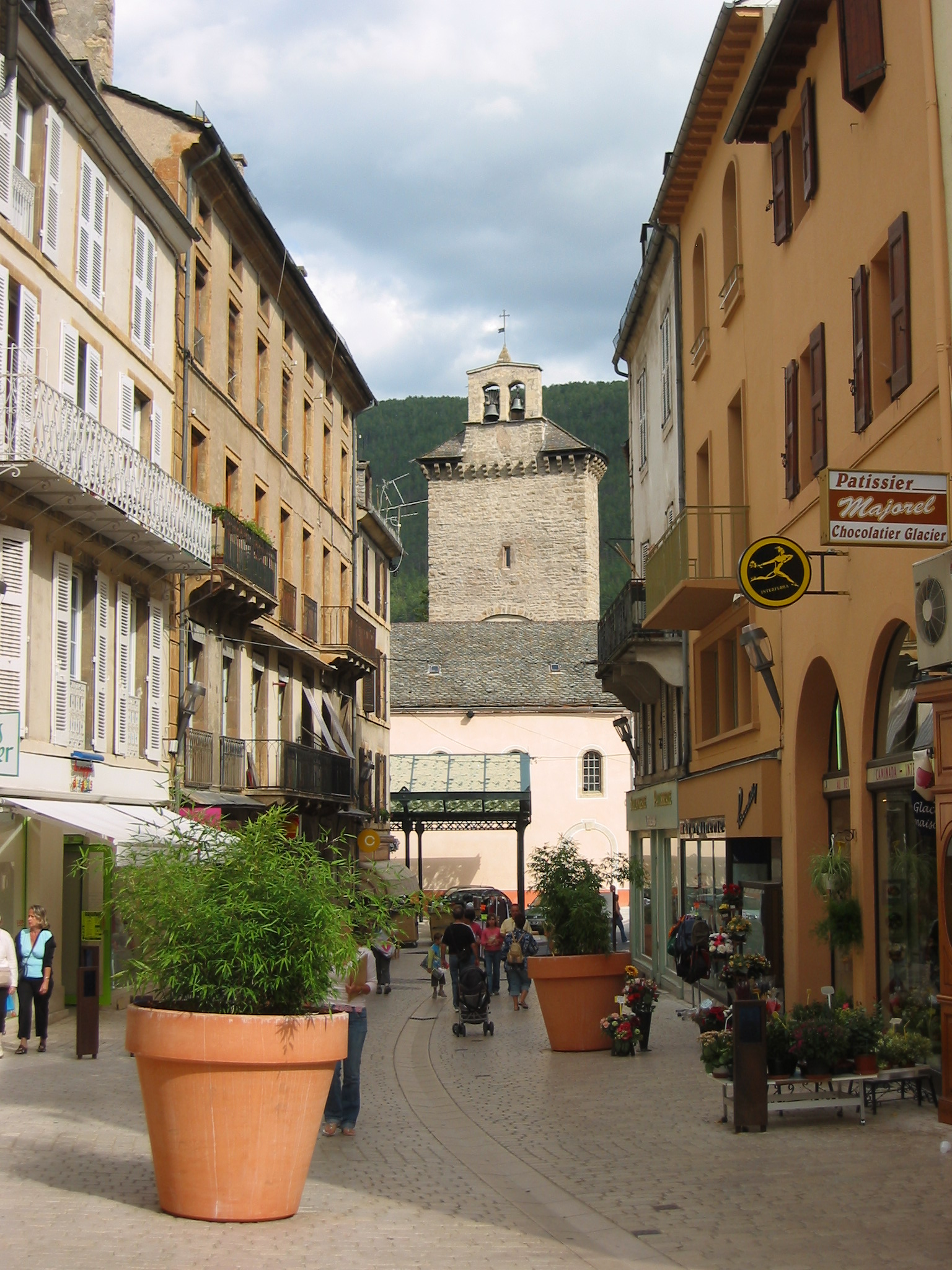
Deptak Rue de la République oraz zabytkowa wieża Tour des Pénitents w tle
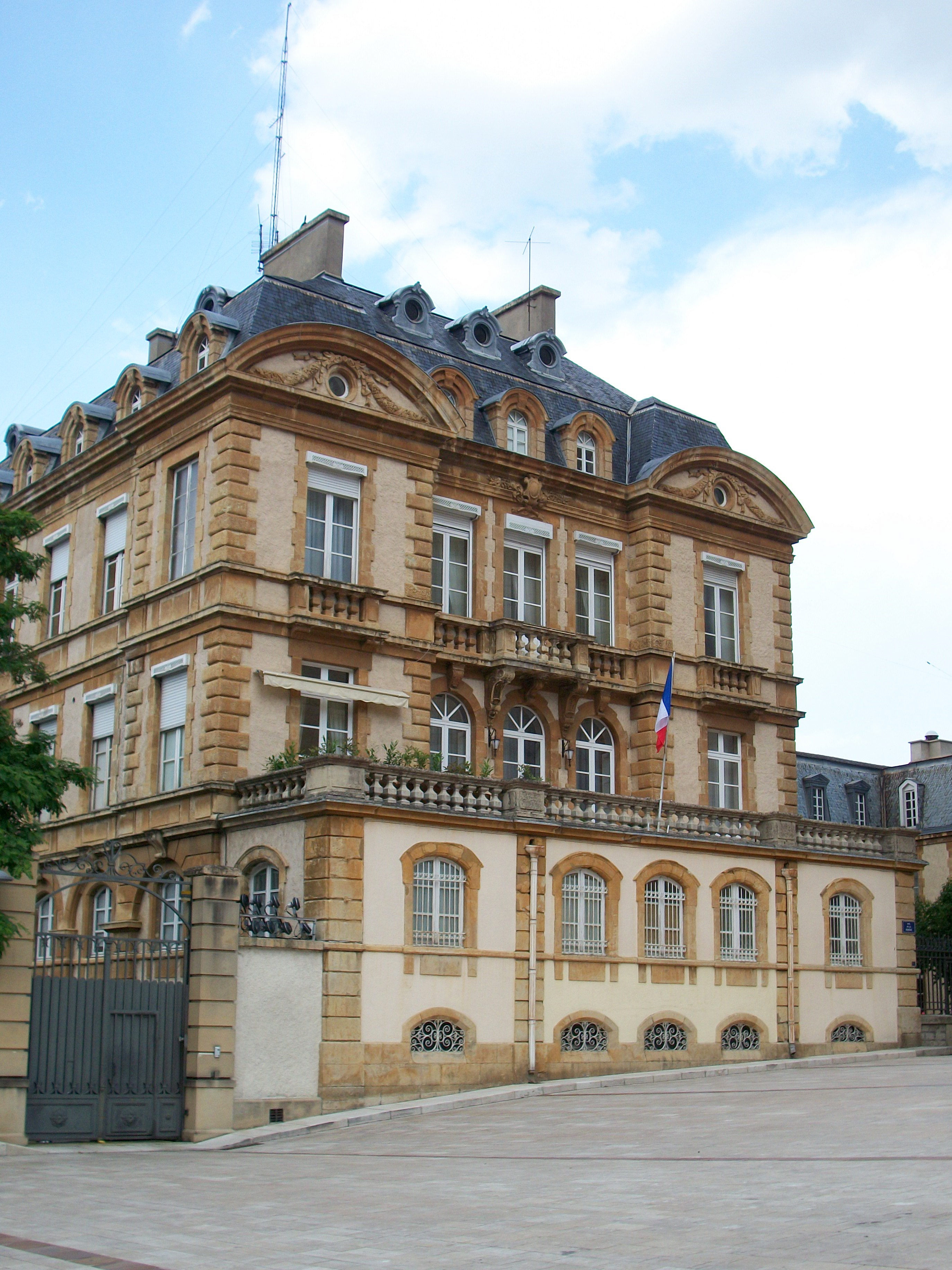
Hôtel de préfecture de la Lozère(inne języki) z XVIII wieku
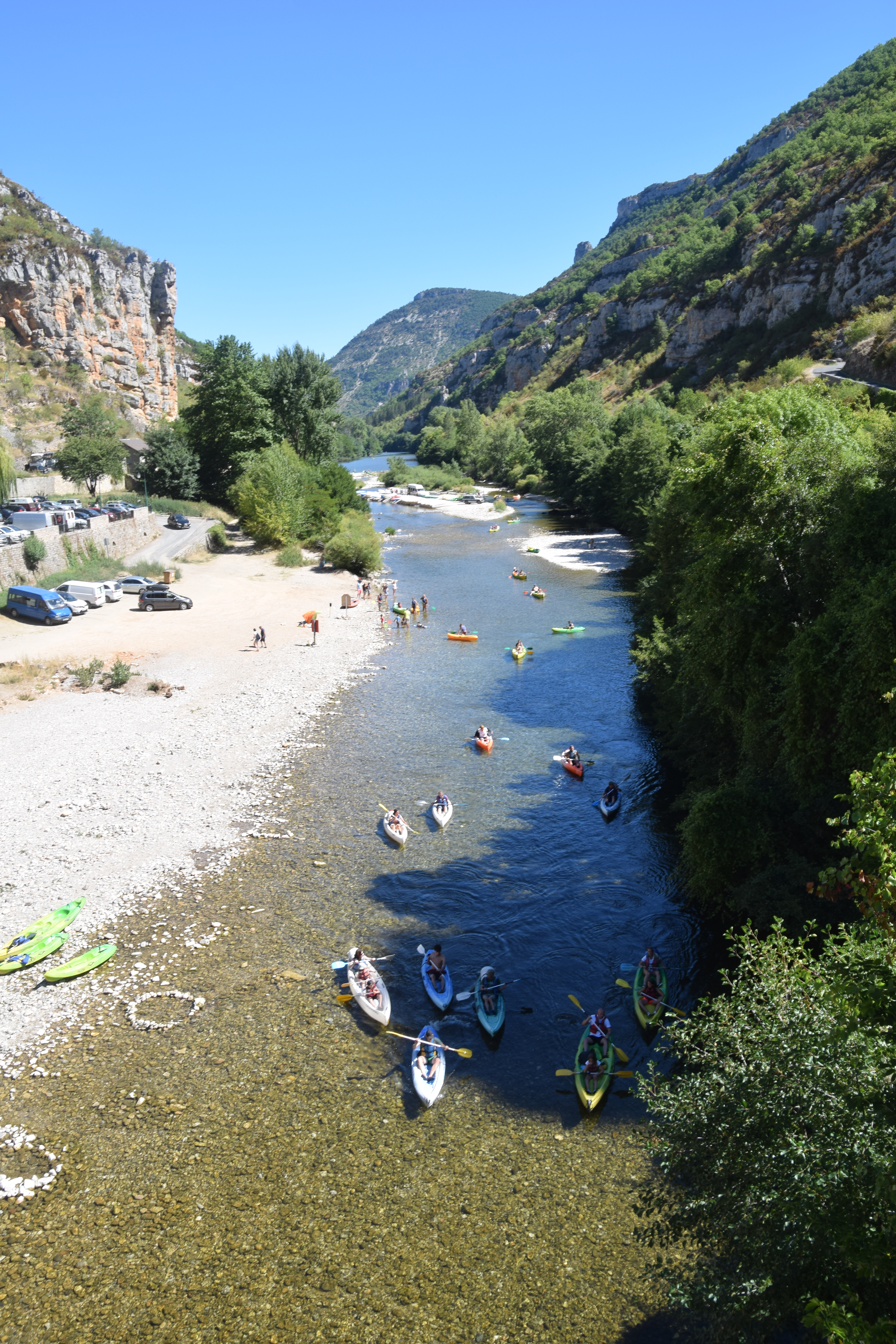
Spływy kajakowe na rzece

- wieża Tour des Pénitents(inne języki) z XII wieku[17]

- Plac Republiki  (fr. Place de la République), jeden z placów w Mende(inne języki)
- Plac  Chaptala (fr. Place Chaptal)
- Plac Urbana V (fr. Place Urbain V)
- Ratusz w Mende (2007)
- Katedra w Mende
- Most Notre-Dame na rzece Lot
- Deptak Rue de la République oraz zabytkowa wieża Tour des Pénitents w tle
- Hôtel de préfecture de la Lozère(inne języki)
- Spływy kajakowe na rzece

## Sport
Pod względem liczby licencjobiorców i organizowanych imprez w przeliczeniu na jednego mieszkańca, Mende dwukrotnie zostało wybrane najbardziej sportowym miastem Francji przez dziennik L’Équipe (w 1988 i 1998 roku oraz finalista w 2011 roku). Jest jednym z nielicznych miast we Francji, które dwukrotnie zdobyło to wyróżnienie.

### Kluby sportowe
Kluby sportowe w miejscowości:
- klub piłkarski AF Lozère(inne języki) (liga regionalna)
- klub siatkówki MV Lozère(inne języki) (druga liga)

### Imprezy sportowe
W Mende kilkakrotnie przebiegała trasa Tour de France:
| Edycja | Etap                                        |
| ------ | ------------------------------------------- |
| 1995   | 12 etap (Saint-Étienne – Mende)             |
| 2005   | 18 etap (Albi – Mende)                      |
| 2010   | 12 etap (Bourg-de-Péage – Mende)            |
| 2015   | 14 etap (Rodez – Mende)                     |
| 2018   | 14 etap (Saint-Paul-Trois-Châteaux – Mende) |
| 2022   | 14 etap (Saint-Étienne – Mende)             |

W miejscowości co roku organizowany jest półmaraton "Marvejols-Mende" oraz Trèfle lozérien, wyścigi motorowe enduro.

### Inne
Niedaleko miejscowości funkcjonuje ośrodek narciarski Prat Peyrot.
Z Mende pochodzi :
- Marion Buisson, francuska lekkoatletka, specjalizująca się w skoku o tyczce
- Brigitte Guibal, francuska kajakarka
- Christophe Laurent, francuski kolarz

## Miasta partnerskie
- Volterra, Włochy
- Wunsiedel, Niemcy
- Vila Real, Portugalia